# Стахович, Изабела
Изабела Стахович (пол. Izabela Stachowicz; 5 ноября 1893, Сосновец — 11 декабря 1969, Варшава), известна также как Бела Чайка-Стахович (пол. Bela Czajka-Stachowicz) — польская писательница, поэтесса, мемуаристка и общественная деятельница еврейского происхождения. В годы нацистской оккупации — узница Варшавского гетто, затем участница Сопротивления, боец Армии Людовой. В первые послевоенные годы — поручик Народного Войска Польского, капитан гражданской милиции и общественной безопасности. Занималась поиском произведений искусства, похищенных при оккупации. Была сотрудницей Национального музея, видной фигурой литературно-художественных богемных салонов. Автор популярных стихотворных сборников, прозы и мемуаров. Публично поддерживала Израиль и критиковала режим ПОРП во время и после Шестидневной войны. Выступала против официальной пропаганды ПНР во время политического кризиса 1968.

## Богемная путешественница
Родилась в состоятельной семье Вильгельма Шварца — варшавского инженера-металлурга и коммерсанта еврейского происхождения. Училась на философском факультете Варшавского университета. С юности была близко знакома с выдающимися деятелями польской культуры, устраивала знаменитые в Варшаве богемные вечерники. Дискутировала на факультете с поэтами Юлианом Тувимом и Владиславом Броневским. Отличалась чрезвычайно раскованным эпатажным поведением, постоянно это афишировала — что привлекало искренние симпатии окружающих.
Продолжала гуманитарное образование в Вене и Берлине. Окончила в Париже Школу изящных искусств. Основала близ Эйфелевой башни магазин польской книги. Сотрудничала с различными польскими изданиями. До войны дважды была замужем. Первым её мужем был известный социолог Александр Герц. После развода вышла замуж в Париже за известного архитектора Ежи Гельбарда.
Много путешествовала по миру. В 1937 под псевдонимом Иза Белл издала путевые дневники Moja podróż. Szlakiem Południa — Моё путешествие. Тропа Юга. В Буэнос-Айресе познакомилась со Станиславом Виткевичем (Виткацы) и с тех пор считалась его музой. В романе Pożegnanie jesieni — Прощай, осень Виткацы вывел Белу Герц в демоническом образе Гелы Берц — еврейской красавицы и «красной террористки», психологически подчинившей молодого писателя-декадента.

## Гетто и война
Вместе с Ежи Гельбардом вернулась в Польшу незадолго до Второй мировой войны, начавшейся нападением нацистской Германии на Польшу. Во время немецкой оккупации Ежи и Изабела были заключены в Варшавское гетто. Изабела содержала кафе, где создавала подобие культурного центра с чтением стихов и музыкальными вечерами. По последующим отзывам, это способствовало поддержанию духовной твёрдости обитателей гетто.
Узнав о готовящейся нацистами ликвидации гетто, муж помог жене бежать и вскоре погиб в Майданеке. Изабела сумела скрыться под именем Стефания Чайка. Вымышленная фамилия Чайка сделалась постоянным псевдонимом и частью личного имени. Примкнула к партизанскому отряду коммунистической Армии Людовой, участвовала в войне.

## Армия, милиция, госбезопасность

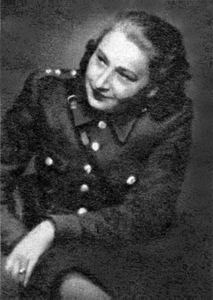

В 1945 поступила на службу в новую польскую армию, имела офицерское звание поручика. В третий раз вышла замуж за офицера гражданской милиции Владислава Стаховича (он же Фрыц Зайдлер, также спасшийся от нацистского геноцида). Была определена на службу в Катовицкую комендатуру гражданской милиции, затем в Министерство общественной безопасности (МОБ).
Вместе с командой Яна Захватовича занималась розыском похищенных при оккупации произведений искусства. При её участии были обнаружены и сохранены в Польше картины Яна Матейко — Рейтан. Упадок Польши, Стефан Баторий под Псковом, Люблинская уния. В 1946 опубликовала за подписью Изабела Гельбард сборник стихов Pieśni żałobne Getta — Похоронные песни Гетто (авторская подпись была Изабелла Гельбард, предисловие написал Владислав Броневский).
Служба Изабелы Стахович в милиции и МОБ продолжалась недолго. Нет никаких сведений о её участии в политических репрессиях или физическом насилии. Однако существуют свидетельства, что её деятельность всё же не сводилась к поиску художественных ценностей. По некоторым данным, Стахович участвовала в оперативных мероприятиях Юлии Бристигер: открывала литературно-художественные салоны, привлекала своим присутствием видных представителей интеллигенции — после чего Бристигер и её агенты осуществляли вербовку.
Впоследствии Изабела Стахович рассказывала, с каким негодованием встречала в аппарате МОБ бывших сотрудников пронацистской Еврейской полиции, известных ей по службе в гетто. В значительной степени по этой причине в 1946 она уволилась в звании капитана. Перебравшись в Варшаву, открыла первый в «народной Польше», с 1952 — ПНР литературный салон. Есть информация, что открытие санкционировал член Политбюро ЦК ПОРП Якуб Берман — член правящего триумвирата, куратор карательных органов.

## Музей и литература
C 1951 Изабела Стахович работала старшим ассистентом в варшавском Национальном музее. По воспоминаниям сослуживцев, значительную часть рабочего времени она проводила в знаменитом арт-кафе Lajkonik и «при виде зашедшего профессора Лоренца (директор музея) пряталась под столом». Оказывала всяческое содействие представителям «нестандартных» направлений в искусстве. В частности, Стахович помогала художнику-примитивисту Теофилу Оцепке, которого представляла «польским Анри Руссо», и его Янувской группе. Обеспечила Янувской группе прикрытие от репрессий.
Публиковала статьи на темы литературы и искусства. Активно участвовала в деятельности Общественно-культурное общество евреев в Польше (TSKŻ). В 1963 посетила Израиль.
В ПНР Изабела Стахович стала популярной писательницей. В большинстве случаев она подписывалась псевдонимом Чайка или Чайка-Стахович, иногда Бела Шварц. Основные её произведения написаны в жанре воспоминаний. В 1956 вышла книга Ocalił mnie kowal — Спас меня кузнец: история побега из гетто, где автор с благодарностью вспомнила людей, помогавших ей скрыться от нацистов. Далее последовали автобиографические очерки Córka czarownicy na huśtawce — Дочь ведьмы на качелях, Lecę w świat — Лечу в мир, Płynę w świat — Плыву в мир, Król węży i salamandra — Король змей и саламандр, Moja wielka miłość — Моя большая любовь, Małżeństwo po raz pierwszy — Впервые замужем, Nigdy nie wyjdę za mąż — Никогда не выйду замуж, Dubo… Dubon… Dubonnet — Дюбо… Дюбон… Дюбонне.
В 1966 Изабела Стахович была награждена Кавалерским крестом ордена Возрождения Польши за вклад в развитие польской культуры.

## Конфликт с властями
Изабела Стахович не состояла в правящей компартии ПОРП, но и не вступала в политические конфликты с режимом. Однако в 1967 она решительно поддержала Израиль в Шестидневной войне. Её выступления в TSKŻ были проникнуты пафосом еврейской победы и с энтузиазмом встречались молодёжью.
Во время антисемитской кампании 1968 Стахович была взята под наблюдение Службы госбезопасности (СБ) и особо отмечалась начальником III (политического) департамента СБ полковником Генриком Пентеком. С нападками на неё выступал партийный публицист Рышард Гонтаж, бывший сотрудник МОБ и СБ, будущий идеолог и организатор «партийного бетона». В ответ Стахович резко критиковала коммунистический режим и антисемитские настроения. Впоследствии её характеризовали как «свою во власти и оппозиционерку в душе».

## Память
На следующий год Изабела Стахович скончалась в возрасте 76 лет.
Произведения Изабелы Стахович, её роль в польской культуре, незаурядные черты её личности привлекают большое внимание. В 1992 биографию Стахович издала журналистка и писательница Кристина Колиньская — Szatańska księżniczka: Opowieść o Izabeli Czajce-Stachowicz — Сатанинская принцесса: Сказание об Избеле Чайке-Стахович. В 2011 исследовательница польской филологии Паулина Соловьянюк опубликовала работу Ta piękna mitomanka. O Izabeli Czajce-Stachowicz — Эта прекрасная мифоманка. Об Изабеле Чайке-Стахович.